# Sophia Lee
Sophia Lee (Londres, 13 de maig de 1750 - 13 de març de 1824) fou una novel·lista, dramaturga i educadora anglesa.
Nasqué en una família immersa en la professió teatral. La primera peça que Sophia Lee va escriure, The Chapter of Accidents, una òpera en tres actes basada en Le père de famille, de Denis Diderot, va ser produïda per George Colman al Haymarket Theatre el 5 d'agost 1780 i va ser un èxit immediat.
Quan el seu pare va morir el 1781, Lee va deixar de produir per a l'òpera i va obrir una escola a Bath, on va conviure amb les seves germanes Ana i Harriet. La seva novel·la The Recess, or a Tale of other Times (1783-1785) és una novel·la històrica, i l'obra Almeyda, Queen of Grenada (1796) és una llarga tragèdia en vers blanc, que es va estrenar al Drury Lane el 20 d'abril de 1796.
A partir de la seva obra The Recess, l'escriptor italià Carlo Federici va escriure l'obra Il Paggio di Leicester, que, al seu torn, va esdevenir la font d'Elisabetta, regina d'Inghilterra (1812), l'òpera de Gioachino Rossini, el llibret de la qual va ser escrit per Giovanni Schmidt.
Sophia Lee també va contribuir amb dos contes a la col·lecció de Contes de Canterbury escrits per la seva germana Harriet Lee, entre 1797 i 1805. Altres obres seves són The Life of a Lover (1804) i Ormond; o el dissolut (1810).